# Gwendoline Horemans
Gwendoline Horemans est une joueuse de volley-ball belge née le 16 septembre 1987 à Herentals. Elle mesure 1,91 m et joue au poste de centrale. 

## Clubs
| Club               | De        | À         |
| ------------------ | --------- | --------- |
| Asterix Kieldrecht | 2005-2006 | 2006-2007 |
| USC Münster        | 2007-2008 | 2010-2011 |
| VDK Gent Dames     | 2011-2012 | 2012-2013 |
| Datovoc Tongeren   | 2013-2014 | 2014-2015 |
| VDK Gent Dames     | 2015-2016 | …         |

## Palmarès

### Équipe nationale
- Ligue européenne
  - Finaliste : 2013.

### Clubs
- Championnat de Belgique
  - Vainqueur : 2013.
  - Finaliste : 2007, 2012, 2016.
- Coupe de Belgique
  - Vainqueur : 2006, 2007.
  - Finaliste : 2017.
- Supercoupe de Belgique
  - Vainqueur : 2005, 2006, 2011, 2015.
  - Finaliste : 2017.